# ميلدريد فارني
كانت ميلدريد فارني (1900 - 1992) ناشطة سلام واشتراكية كندية، وأصبحت صديقة لغاندي ومارتن لوثر كينغ الابن. ترأست الرابطة النسائية الدولية للسلام والحرية وجمعية التصالح. كانت فارني من المعارضين الفاعلين للحرب العالمية الثانية ولرهاب الأجانب الذي أدى إلى احتجاز الكنديين اليابانيين واحتجاز أطفال الدوخوبور. كذلك كانت من أشد النسويين والناشطين الاجتماعيين حماسًا.

## السيرة الشخصية
ولدت ميلدريد أوسترهاوت في إحدى المناطق الريفية بمقاطعة مانيتوبا في يوم 2 يناير عام 1900. كان والداها هما القس آبرام وهاتي أوسترهاوت. انتقلت عائلتها إلى مقاطعة كولومبيا البريطانية في عام 1914. التحقت بجامعة كولومبيا البريطانية، ودرست فيها خلال الفترة الممتدة من عام 1919 حتى عام 1923. نالت درجة بكالوريوس في الآداب من الجامعة في تخصصي اللغة الإنجليزية والفلسفة. وحصلت بعدها على درجة ماجستير في الفلسفة من جامعة كولومبيا البريطانية في عام 1923. باشرت بعدما فرغت من دراستها العمل كأمينة لكل من فرع فانكوفر لجمعية الشبان المسيحيين والكنيسة الكندية التذكارية. غير أنها عادت لاستئناف دراستها بعد فوزها بمنحة دراسية من كلية برين ماور في عام 1930. اجتمعت بميوريل ليستر خلال الفترة التي قضتها للدراسة بولاية بنسيلفانيا، وتلقت بعدها دعوة للعمل لمدة ستة أشهر في مركز كينغزلي هول بمدينة لندن. كان من باب الصدفة أن تزامن وصول أوسترهاوت إلى لندن مع عقد مؤتمرات المائدة المستديرة حول استقلال الهند. نزل المهاتما غاندي -الذي حضر هذه المؤتمرات- في كينغزلي هول. أدى اجتماع أوسترهاوت به إلى تغيير منحنى حياتها.
عادت أوسترهاوت إلى كندا في عام 1933 لتباشر العمل كموظفة اجتماعية. حضرت في نفس العام مؤتمر اتحاد الكومنولث التعاوني في مدينة ريجاينا، والذي أفضى إلى تأسيس الحزب بصورة رسمية، وخلص عنه إصدار بيان ريجاينا. ترشحت لتولي أحد المناصب الفدرالية عن حزب المؤتمر في انتخابات عام 1933 وانتخابات عام 1938، غير أنها خسرت في هاتين المرتين. قررت بعد الهزيمة الثانية التي منيت بها زيارة غاندي في الهند. عادت إلى كندا بعد زيارتها، وتولت عملًا جديدًا كمعلمة في مدرسة كارلتون الابتدائية في عام 1939. كذلك أخذت على عاتقها الاعتناء بوالدها المريض الذي فارق الحياة في عام 1940. تزوجت أوسترهاوت من والتر فارني في عام 1941. ذهبت بعد ذلك في جولة شملت جميع أنحاء كندا، وألقت محاضرات تحدثت فيها عن السلام ومعارضة المشاركة الكندية في الحرب العالمية الثانية، تطوعت فارني لتدريس الكنديين اليابانيين الواقعين تحت رهن الاحتجاز في مدرسة نيو دنفر دون أجر مادي، وذلك على خلفية فشلها في إقناع الحكومة بالعدول عن المشاركة في الحرب ومعارضتها سياسة رهاب الأجانب التي انتهجتها الحكومة.
سافرت ميلدريد حول العالم خلال أربعينيات وخمسينيات القرن العشرين، وذلك سعيًا منها إلى تحقيق القضايا السلامية. حضرت المؤتمر الذي تمخض عنه تأسيس الأمم المتحدة في عام 1945. كذلك حضرت الدورة الأولى من المؤتمر النسائي للبلدان الأمريكية الذي عقد في مدينة غواتيمالا في عام 1947، وذلك كممثلة عن الرابطة النسائية الدولية للسلام والحرية. وكانت قد انتُخبت كرئيس لفرع الرابطة في مدينة فانكوفر خلال وقت سابق من عام 1947، غير أنها استقالت من منصبها بعدما انتقلت إلى مدينة تورونتو عقب قبولها منصب الأمين الوطني لجمعية المصالحة في عام 1948. انتقلت إلى فانكوفر بعد خمسة أعوام لتشغل منصب أمين المنطقة الغربية في الجمعية. سافرت فارني إلى الهند للمشاركة في اجتماع السلاميين العالمي سنة 1949. كانت من الخطباء الفاعلين، وناقشت عدة قضايا مرتبطة باللاعنف والفقر والتغيير الاجتماعي، وذلك فضلًا عن نشرها عدد من المقالات حول تلك القضايا.